# 告別自己
《告別自己》，是2014年10月至同年12月於日本NHK電視台每週二電視劇10時段（22:00 - 22:48，JST）播出的電視連續劇，由岡田惠和編劇，永作博美主演。
此劇的標語為「因為有你，我才能活下去」。

## 概要
|  | 41歲，一個決定人生之路的分歧點。要和某個人一起生活？抑或獨自一人？ |

高中一年級的秋天，友美和薰，因為某個事件而彼此承諾結為好友。畢業後，兩人開始分別步上不同的人生軌跡。友美擁有了一個人人稱羨的幸福家庭；薰則是成為了一位電影製片人。
20年後，現在41歲的兩人在同學會上久別重逢，並重拾了過往熟悉的友情。但是，友美卻暗生疑惑，「為何薰這麼了解我的家庭？」隨著真相的逼近，等待著友美和薰的竟是令人難以置信的命運……。

## 登場人物
| 角色     | 演員                             | 身分／關係 |
| 星野友美 | 永作博美（高中時代：萩原農）     | 人人稱羨的家庭主婦，有個溫柔且工作優秀的丈夫，兒子就讀幼稚園名校。高中時，因為某個事件而和薰相約要成為永遠的朋友，但其後因彼此生活方式的不同而漸行漸遠。在多年後的同學會上，和薰再度相遇，並因薰不經意的言談而懷疑起丈夫是否有婚外情。 |
| 早川薰   | 石田百合子（高中時代：秋月成美） | 友美的高中好友，為電影圈活躍的知名電影製片。因說話直接而經常樹敵，但以自身能力取得現今的地位。雖秉持享受自由戀愛的單身主義，實際上，過去亦曾遭遇無法忘懷的悲傷經歷。                                                                   |
| 星野洋介 | 藤木直人                         | 友美的丈夫。知名地產開發公司職員，從事都市開發等工作，並且被委任國外的大型開發計畫。平日亦是顧家的好父親，常陪伴妻子友美和兒子健人。然而，和薰的關係……。思考著究竟和友美還是薰在一起才能幸福。                                         |
| 三上春子 | 佐藤仁美                         | 友美和薰的好友。和友美的家庭呈現對比，丈夫普通、兒子頑皮。雖然住在靜岡，但因丈夫的調任搬回東京。對於身為友美和薰的好友而感到開心，經常邀兩位好友出門。                                                                                 |
| 遠山冬子 | 谷村美月                         | 光雄的婚外情對象。雖然和光雄的年紀差距大，且曾一度有和光雄分手的覺悟，但還是因為光雄而來到了東京。 |
| 吉澤弘子 | LILY                             | 友美的母親。自友美兒時即嚴格的教育友美，也因為如此，母女之間生疏的關係至今仍無法修復。只有靠孫子健人才能和友美接觸。 |
| 三上光雄 | 尾美利德                         | 春子的丈夫。紙類製造公司的白領上班族。前往東京後仍持續著和冬子的婚外情關係。偶然之下，和朋友洋介因為同為婚外情的身分而熟稔。 |
| 星野健人 | 高橋來                           | 洋介和友美的兒子。睡覺時會抓著媽媽的頭髮入睡。 |

## 製作人員
- 劇本：岡田惠和
- 導演：黑崎博（日语：黒崎博）、田中正
- 音樂：松浦晃久
- 製作人：菓子浩（日语：菓子浩）
- 出品：NHK

## 製作花絮
此劇是編劇岡田惠和寫劇本25年來，第一次進入拍攝前即完成了所有劇本。

## 播出日程與收視率
| 集數                                                    | 播出日期       | 標題           | 導演   | 收視率 |
| ------------------------------------------------------- | -------------- | -------------- | ------ | ------ |
| 1                                                       | 2014年10月14日 | 放過他         | 黑崎博 | 4.9%   |
| 2                                                       | 2014年10月21日 | 不願承認的喜悅 | 黑崎博 | 5.1%   |
| 3                                                       | 2014年10月28日 | 祕密           | 黑崎博 | 4.3%   |
| 4                                                       | 2014年11月04日 | 分手的預感     | 黑崎博 | 4.8%   |
| 5                                                       | 2014年11月11日 | 罪與罰         | 田中正 | 4.3%   |
| 6                                                       | 2014年11月18日 | 想成為媽媽     | 田中正 | 3.9%   |
| 7                                                       | 2014年11月25日 | 女人與男人     | 田中正 | 4.3%   |
| 8                                                       | 2014年12月02日 | 為了誰的命     | 田中正 | 4.1%   |
| 最終回                                                  | 2014年12月09日 | 幸福的家庭     | 黑崎博 | 5.0%   |
| 平均收視率4.52%（收視率由Video Research於關東地區統計） |                |                |        |        |

## 主題曲
- 〈おんなじさみしさ〉[4]

演唱：平井堅

## 外部連結
- NHK電視台官方網站（页面存档备份，存于） （日語）

| NHK 電視劇10                          | NHK 電視劇10                                 | NHK 電視劇10 |
| ------------------------------------- | -------------------------------------------- | ------------ |
|                                       | 告別自己 （2014年10月14日－2014年12月9日）   |              |
| 聖女 （2014年8月19日－2014年10月7日） | 全力離婚諮詢 （2015年1月6日－2015年2月17日） |              |